# Benningen
Benningen è un comune tedesco di 2 096 abitanti, situato nel land della Baviera.

## Monumenti e luoghi di interesse

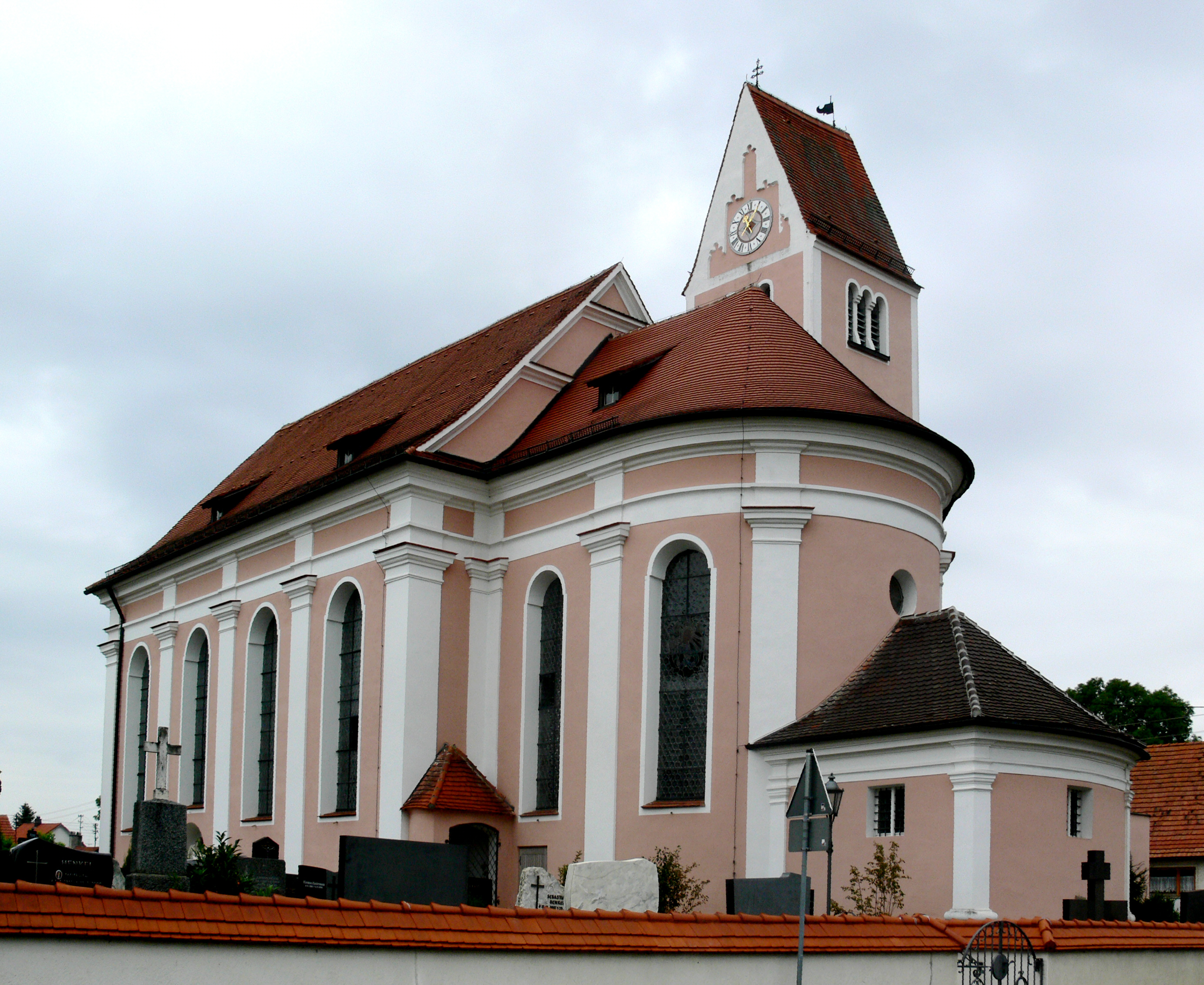
Chiesa parrocchiale a Benningen

Tra i monumenti degni di nota vi è la chiesa parrocchiale barocca dei Santi Pietro e Paolo, costruita tra il 1725 e il 1729 da Simpert Kraemer.
La Riedkapelle fu costruita a seguito del Miracolo Eucaristico di Benninger.
La zona di tutela ambientale di Benninger Ried – unico posto al mondo in cui cresce l'Armeria maritima purpurea  - è la più grande piana degna di visita della località.